# احمد بن محمد برقی
احمد بن محمد برقی (و. ح ۲۸۰ ق)، دانشمند و محدث شیعه معاصر تقی، نقی و حسن عسکری و از مردم کوفه بود. او در یکی از خانواده‌های ایرانی که به برقی معروف بودند به دنیا آمد.  آثار وی عبارتند از «المحاسن»، در فقه و آداب شریعت؛ «کتاب العویص»؛ «کتاب التبصره»؛ «کتاب الرجال»؛ «اختلاف الحدیث»؛ «الانساب»؛ «الادب النفس»؛ «المنافع»؛ «المعیشه»؛ «المکاسب»؛ «مذام الاخلاق»؛ «المکارم الاخلاق»؛ «علل الحدیث»؛ «النجوم»؛ «السماء»؛ «البلدان و المساحة»؛ «النحو»، «الطب»؛ «الجمل»؛ «الشعر و الشعراء».

## زندگی نامه
احمد در روستاى برق‌رود از توابع شهر قم به دنیا آمد. 

## استادان
احمد به غیر از پدر خود، در محضر برخى از  علماى بزرگ شیعه به کسب علم و فراگیرى دانش پرداخته است مانند:
1. معاویة بن وهب
2. هارون بن جهم
3. على بن حکم
4. حماد بن عیسی
5. محمد بن سنان
6. یونس بن عبدالرحمن
7. حسن بن محبوب
8. محمد بن ابى عمیر
9. حسین بن سعید اهوازی

## شاگردان
1. ابراهیم بن هاشم قمی
2. علی بن ابراهیم قمی
3. صفار قمی
4. محمد بن یحیى عطار
5. سعد بن عبد الله اشعری
6. محمد بن على بن محبوب
7. ابن ولید
8. محمد بن احمد بن یحیى
9. عبدالله بن جعفر حمیری
10. سهل بن زیاد
11. حسین بن سعید
12. بو علی اشعری